# Szojuz-program

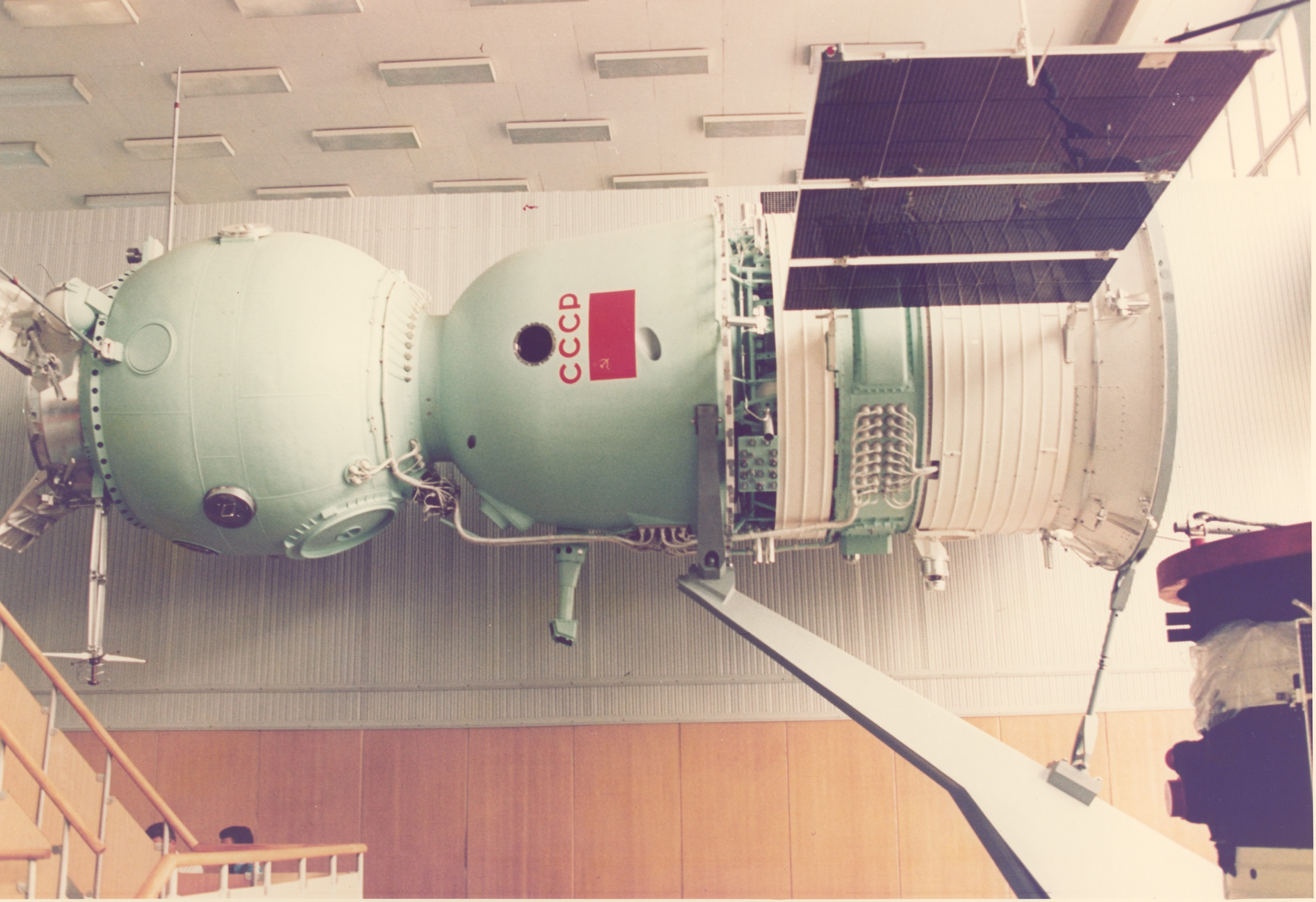
A Szojuz 7K–TM típusú űrhajó teljes méretű makettje

A Szojuz-program (magyarul: szövetség) szovjet-orosz űrprogram.  Többszemélyes űrhajótípusok, szállítási, kutatási programok ellátására. A program keretében több mint száz űrrepülést hajtottak végre Szojuz típusú űrhajókkal. Az űrhajókat Szojuz hordozórakétával indították.

## Története
A Szojuz-program az 1960-as években a szovjet holdprogram része volt, majd fokozatosan az űrállomások kiszolgálására alakították át. Az űrhajók többször indítható hajtóművei és nagy mennyiségű hajtóanyag-tartalékai kiváló manőverezési képességet biztosítanak. Alkalmas nagyméretű pályaváltoztatásra, űrrandevúra, összekapcsolási, személy- és teherszállításra, valamint önálló kutatási programok végrehajtására. Az űrhajó alkalmas akár ember nélküli Holdra repülési program (Zond–4-től Zond–8-ig), akár nagyszabású űrállomásprogram (Szaljut-program) előkísérleteinek és űrrepüléseinek lebonyolítására. Az űrprogram vezetői a Szojuz első öt Föld körüli repülése és speciális változatának pilóták nélküli háromszori Holdra repülése után döntöttek úgy, hogy az űrállomásprogram megvalósításának szolgálatába állítják a Szojuz-programot. A Szojuz űrhajócsalád a legtöbbet használt, embert szállító űreszközzé vált.

## A Szojuz űrhajók használata
- Különálló repülés alacsony Föld körüli pályán;
- Személyzet és utánpótlás szállítása Föld körül keringő űrállomásra;
- Személyzet nélküli tesztrepülés;

A Szojuz űrhajóból fejlesztették ki a több utánpótlást szállító, személyzet nélküli Progressz teherűrhajót. Szojuz űrhajóval jelenleg a Nemzetközi Űrállomás állandó és ideiglenes személyzeteit szállítják. A Szojuz űrhajók mentőhajóként szolgálnak az űrállomáshoz.  Szállító és mentőhajóként tevékenykednek az űrsikló program leállásától kezdve.

## Repülések

### Személyzetes repülések
| Repülések (1–20)                     | Repülések (21–40) | Repülések (41–60) | Repülések (61–80) | Repülések (81–100) | Repülések (101–120) | Repülések (121–140) |
| ------------------------------------ | ----------------- | ----------------- | ----------------- | ------------------ | ------------------- | ------------------- |
| 1. Szojuz–1                          | 21. Szojuz–22     | 41. Szojuz–39     | 61. Szojuz TM–8   | 81. Szojuz TM–28   | 101. Szojuz TMA–14  | 121. Szojuz TMA–12M |
| 2. Szojuz–3                          | 22. Szojuz–23     | 42. Szojuz–40     | 62. Szojuz TM–9   | 82. Szojuz TM–29   | 102. Szojuz TMA–15  | 122. Szojuz TMA–13M |
| 3. Szojuz–4                          | 23. Szojuz–24     | 43. Szojuz T–5    | 63. Szojuz TM–10  | 83. Szojuz TM–30   | 103. Szojuz TMA–16  | 123. Szojuz TMA–14M |
| 4. Szojuz–5                          | 24. Szojuz–25     | 44. Szojuz T–6    | 64. Szojuz TM–11  | 84. Szojuz TM–31   | 104. Szojuz TMA–17  | 124. Szojuz TMA–15M |
| 5. Szojuz–6                          | 25. Szojuz–26     | 45. Szojuz T–7    | 65. Szojuz TM–12  | 85. Szojuz TM–32   | 105. Szojuz TMA–18  | 125. Szojuz TMA–16M |
| 6. Szojuz–7                          | 26. Szojuz–27     | 46. Szojuz T–8    | 66. Szojuz TM–13  | 86. Szojuz TM–33   | 106. Szojuz TMA–19  | 126. Szojuz TMA–17M |
| 7. Szojuz–8                          | 27. Szojuz–28     | 47. Szojuz T–9    | 67. Szojuz TM–14  | 87. Szojuz TM–34   | 107. Szojuz TMA–01M | 127. Szojuz TMA–18M |
| 8. Szojuz–9                          | 28. Szojuz–29     | 48. Szojuz T–10–1 | 68. Szojuz TM–15  | 88. Szojuz TMA–1   | 108. Szojuz TMA–20  | 127. Szojuz TMA–19M |
| 9. Szojuz–10                         | 29. Szojuz–30     | 49. Szojuz T–10   | 69. Szojuz TM–16  | 89. Szojuz TMA–2   | 109. Szojuz TMA–21  | 129. Szojuz TMA–20M |
| 10. Szojuz–11                        | 30. Szojuz–31     | 50. Szojuz T–11   | 70. Szojuz TM–17  | 90. Szojuz TMA–3   | 110. Szojuz TMA–02M | 130. Szojuz MSZ–01  |
| 11. Szojuz–12                        | 31. Szojuz–32     | 51. Szojuz T–12   | 71. Szojuz TM–18  | 91. Szojuz TMA–4   | 111. Szojuz TMA–22  | 131. Szojuz MSZ–02  |
| 12. Szojuz–13                        | 32. Szojuz–33     | 52. Szojuz T–13   | 72. Szojuz TM–19  | 92. Szojuz TMA–5   | 112. Szojuz TMA–03M | 132. Szojuz MSZ–03  |
| 13. Szojuz–14                        | 33. Szojuz–34     | 53. Szojuz T–14   | 73. Szojuz TM–20  | 93. Szojuz TMA–6   | 113. Szojuz TMA–04M | 133. Szojuz MSZ–04  |
| 14. Szojuz–15                        | 34. Szojuz–35     | 54. Szojuz TM–2   | 74. Szojuz TM–21  | 94. Szojuz TMA–7   | 114. Szojuz TMA–05M |                     |
| 15. Szojuz–16                        | 35. Szojuz–36     | 55. Szojuz T–15   | 75. Szojuz TM–22  | 95. Szojuz TMA–8   | 115. Szojuz TMA–06M |                     |
| 16. Szojuz–17                        | 36. Szojuz T–2    | 56. Szojuz TM–3   | 76. Szojuz TM–23  | 96. Szojuz TMA–9   | 116. Szojuz TMA–07M |                     |
| 17. Szojuz–18A                       | 37. Szojuz–37     | 57. Szojuz TM–4   | 77. Szojuz TM–24  | 97. Szojuz TMA–10  | 117. Szojuz TMA–08M |                     |
| 18. Szojuz–18                        | 38. Szojuz–38     | 58. Szojuz TM–5   | 78. Szojuz TM–25  | 98. Szojuz TMA–11  | 118. Szojuz TMA–09M |                     |
| 19. Szojuz–Apollo-program, Szojuz–19 | 39. Szojuz T–3    | 59. Szojuz TM–6   | 79. Szojuz TM–26  | 99. Szojuz TMA–12  | 119. Szojuz TMA–10M |                     |
| 20. Szojuz–21                        | 40. Szojuz T–4    | 60. Szojuz TM–7   | 80. Szojuz TM–27  | 100. Szojuz TMA–13 | 120. Szojuz TMA–11M |                     |

### Személyzet nélküli repülések
| Repülések 1 – 5 | Repülések 6 – 10 | Repülések 11 – 15 | Repülések 16 – 20 | Repülések 21 – 26 |
| --------------- | ---------------- | ----------------- | ----------------- | ----------------- |
| 1. Koszmosz–133 | 6. Koszmosz–212  | 11. Koszmosz–396  | 16. Koszmosz–638  | 21. Szojuz–20     |
| 2. Sikertelen   | 7. Koszmosz–213  | 12. Koszmosz–434  | 17. Koszmosz–656  | 22. Koszmosz–869  |
| 3. Koszmosz–140 | 8. Koszmosz–238  | 13. Koszmosz–496  | 18. Koszmosz–670  | 23. Koszmosz–1001 |
| 4. Koszmosz–186 | 9. Szojuz–2      | 14. Koszmosz–573  | 19. Koszmosz–672  | 24. Koszmosz–1074 |
| 5. Koszmosz–188 | 10. Koszmosz–379 | 15. Koszmosz–613  | 20. Koszmosz–772  | 25. Szojuz T–1    |
|                 |                  |                   |                   | 26. Szojuz TM–1   |